# 遊戲基地
遊戲基地（英語：Gamebase）是一個以電玩資訊為主的中文網站及入口網站，由電腦玩家文化事業股份有限公司創立，於2000年11月16日正式上線運作，2007年8月被母公司城邦文化收購於旗下網路社群事業部。2017年12月離開城邦控股集團，成為大宇資訊旗下子公司。
遊戲基地曾是台灣最大型、最具影響力的遊戲資訊網站，於2004年達到流量高峰，而在多年來數次的駭客攻擊及網站系統變遷後，網站規模現在已遜於對手巴哈姆特電玩資訊站。

## 基礎功能及服務
- 討論區：幾乎每款遊戲皆有討論板於遊戲基地中，各討論板中也都有分區系統提供完善的討論空間，大部分熱門討論板皆有板主非義務服務。遊戲基地討論區亦是台灣第二大電玩、動漫討論區。遊戲基地於2008年推出「個人討論板」，只要經過身份認證、申請，即可成立自己的討論板，可作為經營遊戲公會或網站論壇之用。會永遠保留討論資料。
- G檔案：又稱「WeKey」或資料庫，為遊戲基地第二大主推服務，擁有類似Wiki的編輯系統，也主打為人人皆可編輯的遊戲資料庫，但事實上只有經過系統認證（擁有有效手機號碼）之會員才有完整編輯權限，每款遊戲都擁有其資料庫，大部分遊戲僅擁有類似官方網站所提供的初階遊戲資料。
- 遊戲專區：遊戲基地與遊戲廠商合作，為線上遊戲架設專門資訊站，整理該遊戲的新聞資訊及遊戲介紹，深入合作者甚至會建立資料庫專區。魔獸基地及臉書基地為目前資料最完善的遊戲專區。
- GNC新聞：「GNC」為「Game News Center」的縮寫，提供全台最豐富的線上遊戲新聞，亦有單機遊戲、TV Game新聞及少量的動漫新聞。
- WebGame館：與上市的網頁遊戲合作，開設設置於遊戲基地網域上的伺服器，並整理網頁遊戲資訊。目前甚至自己販售虛擬遊戲卡「G遊點」，提供這些網頁遊戲儲值。
- MyBase：簡易的部落格平台，提供基地會員編寫日記、表現自我的空間。
- 購物基地：販售與廠商合作推出或遊戲基地自製的商品，線上電子商店。

## 歷史沿革
2000年
- 04月17日，網站創建，決定採用開發簡單且迅速的ASP網頁架構。
- 11月16日，正式開站，透過開站網頁活動隨機送獎品的活動招攬人氣。開站同時並且與大宇所代理之英雄-闇黑大地（F4U）Online遊戲合作，因遊戲熱賣進而順勢推高討論頻率並使遊戲基地見光率提高，此役奠定了遊戲基地之往後五年獨霸中文遊戲討論入口網站第一名榮景。

2001年
- 年中，與網路ISP業者SO-NET異業合作，共享文章資料庫，SO-NET的遊戲論壇網站得以讀取遊戲基地資料庫的文章來顯示。
- 同年7月中華網龍金庸群俠傳Online熱賣,因遊戲任務繁多待解及相關討論助長了討論熱度及社群板塊之崛起!

2002年
- 2月，《遊戲基地通訊》試刊以《電腦玩家》雜誌2002年2月號B冊隨書附贈的形式發行。
- 年中，評定為『中文第一的遊戲相關網站』（此一頭銜對往後數年的管理風格影響深遠）

2003年
- 01月，基地進行首次主要的網頁架構改版，將ASP網頁架構進行了大幅的更動，第一版的「首賣特區」暫時停止運作。
- 01月25日，基地站方主辦之第二次版主聚會，假台北永福樓舉行，到場正副版主六十餘位。
- 03月，新版本的遊戲基地改版完工，新的基地線上購物系統「購物特區」（仍為ASP網頁架構）開始運作。
- 03月8日，基地站方主辦之「版主春酒」，假高雄漢王洲際飯店舉行，到場正副版主二十餘人。
- 06月，電腦玩家社長期望發行的《遊戲基地通訊》再度「創刊」，但因城邦集團雜誌眾多考量，並無後續期數。此時會員人數成長到80萬。
- 07月～08月，會員人數超過100萬。
- 10月中旬，進行網頁架構改版，全面轉換為JSP網頁架構，進而有很長一段時間的程式更新期間，之所以不會恢復成舊的ASP網頁架構，是考量系統的安全性以及效能，減少微軟IIS網頁伺服器的漏洞，並因應瀏覽人數過多的效能問題。在改版期間「社群版」屢屢被無預警加入測試行列，導致許多社群版區的版主群體抗議，造成社群版人氣大幅下滑。

2004年
- 4月12日，由於遊戲基地與So-net的合作不再續約，故即日起正式移除原本在遊戲基地資料庫中的So-net遊戲基地會員資料（有前綴字元x），這些額外產生的帳號與密碼無法再登入遊戲基地網站，但也相對減少了原先系統安全上的問題。
- 7月，中國駭客利用微軟IE瀏覽器的漏洞，透過微軟系統伺服器漏洞在遊戲基地首頁與購物特區、新聞等ASP架構的網頁放置針對知名線上遊戲天堂的木馬病毒[來源請求]，JSP版本討論版頁面因為含有由ASP版本頁面產生的最新遊戲排行榜等靜態html，駭客透過修改html的內容仍可散佈木馬程式。經過這次木馬事件，遊戲基地的人潮逐漸往性質類似的遊戲網站巴哈姆特電玩資訊站聚集，避免因前往討論版閱讀文章而中木馬被盜取遊戲帳號、密碼，從此遊戲基地的人氣下滑，alexa的網站排名數據不若以往。

2005年
- 10月～12月間，第一次選拔優良版主與熱心會員，不過該活動屢次傳出惡意拉票甚至交換票選的情事發生，導致熱心會員的名單因不肖會員做票的影響，站方不願意對外公佈而取消。網路上的謠傳指出，優良版主的部份比較公正，但是熱心會員就等於是在比誰的朋友多，誰得票率就高，一旦公佈投票名單就會發現一群人在給自己投票。

2006年
- 4月12日，遊戲基地討論板文章內文頁面即日起顯示發文者IP前三碼，以減少交易板詐騙、亂板小白、分身造成的不良影響，並希望會員建立良好的發言態度。 同時，為了減少盜用密碼進行詐騙的產生的影響，顯示IP前三碼，也有助於會員對自己帳號登入或發文來源獲得更多的識別，進而知道是否有人盜用帳號。

2007年
- 1月，選拔2006年的優良版主。不過需要填寫推薦原因，甚至還可以看見推薦人，主要是為了避免2005年首度選拔時發生的會員人為舞弊，不過該次選拔依舊傳出有少數不肖版主開分身投票給自己的傳聞。
- 9月，基地開始計畫網站改版。
- 3月，假台北萌萌動漫資訊館舉辦板主聚會，到場板主約六十餘位。在聚會中有吃有玩還有抽獎，頒發優良板主選拔得獎者，最後還有板主給基地高層將來改版的建言，整個活動從當天11點半開始至下午4點多結束。
- 6月，網站改版規劃雛形，改版規劃以WEB2.0為藍圖，放棄過去網站以提供內容為主的模式，把新聞、網站消息、遊戲訊息等以討論區的方式呈現，期望由網友提供內容。並開始進行開發網站程式，並且以PHP為主要的開發程式。預定於7月1日完成。
- 7月，原本計畫於7月1日正式上線，但是由於規劃時間過長，專案規劃不明確，責任不明，開發時間過短，所以延至8月1日上線。並從7月20日後停止部分會員資料修改，並於7月30日開始進行上線。唯至7月30日，不少進行測試的版主群聲稱無法在新版面登入、發文或進行其他動作，而且完整的版主功能也並未對外開放。大部分舊架構JSP的版面於7月31日公告後停止服務，整併進新的PHP網頁架構服務，如法律教室等一些比較靜態的內容就全部整合進到新服務Wekey的頁面裡。
- 8月初，適逢華人節慶中秋節來臨，遊戲基地利用改版新增之類似部落格的社群功能「MyBase」，推出"當嫦娥登入MyBase"活動，內容包括會員COS月兔、中秋日記創作、中秋樣版創作選拔比賽。
- 2007年8月，新版網站發佈，網站結構分設為PC、TV、動漫頻道，內容開始朝平均多元化發展，但仍以PC內容為主，對外的服務大部分都改版為PHP網頁架構，一如外界先前的預測，只能以混亂兩字可以形容，功能異常，錯誤訊息隨處可見。板主管理功能也如同官方宣稱只有基本功能，且功能不正常也不完全，許多基本功能尚未正式開放。版面設計也遭會員質疑設計不良，會員功能不知如何使用與無法使用等。較正面的意見是個人會員頁面結合了部落格功能和CSS語法的「MyBase」，能夠作為未來網站功能強化的基礎，具備個人討論版文章資訊的整理、自訂版面、類似部落格的日記文章、家族、好友等功能。改版新增了MyBase日記/家族/遊戲連署、功能與WIKI相似的「Wekey」包括個人化「Wekey」、IMAX線上雜誌、主題頻道、個人討論版、手機&較多元化會員認證功能、G檔案、自編新聞功能、新PHP新網頁架構形式黑色主題色調、白色主題色調的切換。另外包括流量較為大之服務頁面介面全數更換。

- 9月，遊戲基地與遊戲新幹線新遊戲「Web三國」合作，該遊戲因具有「免安裝，打開網頁即玩」的特色，推出遊戲基地板Web三國，並祭出用G幣（遊戲基地藉由鼓勵玩家參與活動的虛擬幣）即可購買遊戲內虛擬寶物，將G幣發揚光大的活動，當期遊戲基地也對遊戲新幹線代理之新遊戲做最大的廣告宣傳，伺服器OB後由遊戲基地負責營運
- 9月中，遊戲基地利用Google公司所研發的產品「Gmail信箱」之系統做整合，推出遊戲基地會員專屬、且含有@gamebase.com.tw域名的信箱（但實際上大部分的功能是由Google公司研發的系統），於網站上開放時仍然取名為「Gmail」，只是沒有提到與Google相關，在後期Google如果更改了系統，遊戲基地的Gmail就極有可能暫時失去功能。

2008年
- 2月，遊戲基地首頁改版，遊戲基地預計未來的相關重要服務或者是新服務的版面都會依循著新風格來創建。同時，遊戲基地白色版面也在規劃中，預計未來將可迎合不同色系喜好的訪客。
- 3月，遊戲基地最大的服務「討論區」首頁改版，將討論板列表修正的更方便，也增加新區塊提高互動。未來更規劃將所有討論板統一目前的版面風格（開站以來第4次的討論板改版）。

「討論區」為基地統整全站板塊的首頁，與「討論板」有所不同。
- 4月28日，臺灣兩大遊戲入口網站，遊戲基地與巴哈姆特，皆於28日中午收到到中國駭客的勒索信，內容要求兩大遊戲入口網站放置他們的魔獸世界自架私服的廣告，下午2點，駭客發動DDoS（分散式阻斷服務）攻擊，利用全世界不同地區的IP連入癱瘓遊戲基地網站、巴哈姆特首頁，駭客亦在攻擊後利用電話告知兩站，其行徑令人感到囂張與髮指。事後，兩站皆於當日修復完成。
- 5月7日，遊戲基地新討論板在歷經一個多月的版主群CB測試後，正式向會員們釋出OB測試版本，同時遊戲基地也舉辦了投票及改版活動，如果會員們對新討論板滿意，同月14號就會正式的上線。這次新討論板新增了RSS訂閱功能，當時巴哈姆特討論板尚未有此功能。
- 6月中旬，遊戲基地以不久前改版的討論板系統推出更改包裝的「家族討論板」，服務CB時與線上遊戲「夢想世界」合作，邀請「夢想世界」中的家族長前來申請該家族的專屬討論板，CB時僅開放了「封閉討論板」、「板民申請」的隱私功能。
- 6月19日，遊戲基地遭短暫時間的惡意人士使用病毒攻擊，於當天17時至19時的MyBase日記資料毀損，WeKey部分板面變形。
- 8月，遊戲基地針對GNC遊戲新聞中心進行該服務首頁改版，新聞列表及內頁也添加了新功能，也在部分區塊使用了Flash來增加網站與使用者的互動。
- 9月，遊戲基地重新開發的WeKey資料庫OB上線，家族討論板也在9月中旬全面開放，並且配合了基地阿丸做了漫畫，邀請基地會員評選精靈阿丸與戰士阿丸PK，會由誰勝出?
- 11月14日，遊戲基地8週年為期一個月的站慶活動展開，推出了給祝福送遊戲主機、玩WEB遊戲送機車、阿丸生日繪畫比賽等活動；17日，遊戲基地建置了全新的服務中心頁面，並提供了海外手機認證，讓不是生活在台灣的會員也能完整享有遊戲基地的服務；19日，關閉兩年的魔獸資料庫全新推出，提供魔獸世界的玩家方便且豐富的資料查詢。
- 12月，遊戲基地與各大網頁遊戲廠商合作，推出在該遊戲中遊戲基地會員專屬的伺服器，並於新服務「WebGame館」中整合。

2009年
- 1月22日，遊戲基地配合華人新年節慶，推出回饋會員的賀歲免簽到、發文G幣（在遊戲基地中流通的虛擬金幣）及經驗值加乘活動。
- 3月，遊戲基地推出「基地幫幫忙」功能，能在討論板中發表類似雅虎知識+形式之問題，並可支付最高100G的G幣給被選為最佳解答者。
- 7月，因基地新任站務未熟悉板務運作，強硬且未明確公告，對部分社群板併板或修改。其中片面要求社群板「遊戲與軍事討論板」內討論有關軍事的文章合併至隱板「政治綜合」下之子板中討論，由於規則模稜兩可，缺乏對軍事遊戲的專業知識，造成多數海內外軍事遊戲迷之板友大為反感。部份板友於板中發起了聯署抗議書，要求基地站方撤回決定。同時社群板部份被強迫併板或撤板下，也引起部份元老級板主與板友不滿，憤而不再參與。
- 10月，開發出大規模的Facebook鏈接活動，在Facebook網站上成立粉絲團提供該網站遊戲的資訊，並可直接從該網站申請遊戲基地的帳號，或者使用該網站上的帳號使用遊戲基地，包括與基地強力合作的多款網頁遊戲。
- 11月，遊戲基地舉辦了近年來最盛大的站慶活動，超過10個主題活動，並且提供了6個高價獎品及多個平價獎品的抽獎，但仍然缺乏實體站聚活動。

2010年
- 1月，使用者可以用Facebook、google、yam天空、nownews、pixnet的帳號登入遊戲基地。同時間，遊戲基地提供站內遊戲資訊給yam天空、nownews網站，與該網站上的遊戲館結合。獲得數位時代1月號2010年粉絲團熱門榜第二名、專家總分最高分100分。
- 2月，再度簡化會員認證分級制度，從原本的「一般會員、進階認證、身分認證」三級，改為「一般會員、進階會員」二級，進階認證、身分認證皆歸至「進階會員」。與開心農場合作（智明星通），官方討論板、官方公告以遊戲基地為發佈平台。台灣排名最高拉升到第34名。
- 7月，G幣大升值，8591叫價高達1台幣換8G幣。造成G幣升值原因，除了6月推出可以換農民幣之後，7月續推可以換開心水族箱中的阿丸魚（4800G幣換一隻），讓魚民陷入無G幣可以換的窘境，讓先前高喊G幣無用論的鄉民，紛紛跌破眼鏡。獲得數位時代7月號第二屆2010年粉絲團熱門榜第二名。
- 8月，G幣繼續升值，其原因為先前開心水族箱與遊戲基地合作綠丸魚活動，活動後卻又再一次合作推出了彩丸魚活動，讓原本只能在遊戲中換到的丸妹魚和地瓜丸魚可以使用1000G幣和50POW瓦兌換，這也造成了POW瓦的升值，活動持續進行中，遊戲基地並沒有明文規定活動日期與兌換數量，目前除丸妹魚、地瓜丸魚及綠丸魚，還有另外兩種尚未推出的丸魚，居時可能再度讓G幣大升值。遊戲基地隆重推出『遊戲中心 Gamebook』，有40幾款社交遊戲、70幾款網頁遊戲，全部都是中文遊戲，除此之外還有數百款小遊戲。

## 另類形象

### 阿丸

「阿丸」是遊戲基地另類形象，有時遊戲基地會員也會被稱為阿丸軍團、阿丸小兵。

所謂的「丸」，指的是遊戲基地logo上，那個綠色的球狀虛擬物體，該物體在遊戲基地開站時就是遊戲基地的網站重要標誌。自2007年PHP改版後，遊戲基地開始將這個「丸」狀物體形象化，開始推出較具親和力的名稱「阿丸」，也將已往logo上呆板的阿丸幻化成為各種不同的角色。目前「阿丸」代表了整個基地的共同精神，在遊戲基地舉辦的大大小小活動中，都會看到這些角色。
- 基地的會員也會被稱為「小阿丸」，預計未來還會依會員等級設計出不同的「阿丸」稱號。

## 公認衰落原因
曾是華人地區最大的遊戲網站，如今卻面臨市場的不歡迎，在各大遊戲論壇認為影響遊戲基地低靡的人氣值，主要原因是來自低落的使用者素質所因起的。
然而，低落的使用者素質是間接原因之一，真正影響到低迷的人氣值的公認來自幾大主因：
1. 2003年漫長的網路架構改版。
2. 2004年木馬放置事件。
3. 2006年網路駭客事件。
4. 2007年劣質架構、介面改版。

### 網路架構改版的影響
網路架構的改版對於整個人氣值的變動有相當程度的影響，在JSP版本改版初期改變了原本開啟網頁的速度和減少討論串的篇數等等，但是相對的產生更多問題。
2007年8月將網站更改為PHP架構，同樣引發了許許多多問題。

#### 對版主的影響層面
- 在改版初期針對版主管理功能做出與舊版網頁架構迥然的改革，可能是經驗不足與程式碼的臭蟲的因素，造成相當多的抗議與紛爭。

1. 在2003年10月，有極少數不肖會員利用JSP網頁架構漏洞非法獲取該討論版管理權限，進而使用漏洞刪除他人文章。為了修補該重大的漏洞，官方緊急關閉所有版主權限一個禮拜，然而這一個禮拜的時間遊戲基地成為無板主管理機制的網路論壇。
2. 2003年10月，禁言功能形同虛設，使用禁言功能，有一定的機率依舊可以發表文章，禁言功能一直2004年5月更改禁言程序與架構後才改善。
3. 2004年4月，改版初期偶爾會發生網頁轉換時極度容易出現IE瀏覽器當機、無法搜尋該網頁，甚至只能讀取一半的網頁內容等現象。由於網頁架構大規模更動的後果，使得原本不太友善的管理介面更為錯綜複雜，但當時許多熱心板主的彼此互助，才未明顯的突顯出管理介面的缺乏與不合理現象，例如基地導覽說明，竟是ASP版本的會員功能與板主功能解說。
4. 2005年～2007年7月，這段期間改善板主管理功能的穩定性改良與功能補強，加入了分區管理功能與進階的文章管理功能（移動、合併、刪除），進板圖大小的放寬，刪除標題文章的隱藏分區設置等等。
5. 2007年8月～2008年5月，此段時期的基地包括了討論板及其附屬服務在介面及功能、管理功能上皆有許多問題，改版初期甚至連基本的管理功能都錯誤百出、無法使用；這些問題直到了2008年5月的討論區才再度改版獲得改善。

#### 對一般使用者的影響層面
- 網頁開啟不易。

不論是原始的ASP架構或是改版後的JSP架構初期，討論板的網頁開啟速度緩慢，加上系統不穩定，偶爾會出現讀取資料庫錯誤的訊息，部份流量大的討論板網頁有可能必須重新讀取數次才能看見完整的頁面。JSP架構中期，基地試圖改善伺服器的負載現象，透過JavaScript讓使用者電腦讀取來分擔個人討論頭像圖片的顯示，導致部份會員等級較低的電腦效能在讀取大量JavaScript時會降低效能的現象，之後程式人員修改了架構，減少JavaScript的數量，排除了降低使用者電腦速度的現象。
除此之外，2008年5月，基地為了改善舊版討論板系統、介面的詬病，進行討論板大幅改版，也使用了大量的ajax及cookie記錄這些新一代的功能，但仍然導致少數會員無法使用正常發文介面發表文章，只能使用「快速回文」回應主題，無法享有多元的編輯功能；而大部分的會員也都發生了網頁上顯示會員未登入，但事實上已經登入的cookie問題，遊戲基地網站對於瀏覽器的支援程度問題再度被重新討論。
- 功能使用不易

在JSP改版後，一直未更新的上一世代導覽說明，許多新使用者無從上手，只能藉由其他熱心使用者的回答與說明，來認識網站功能，造成許多新會員使用不易的印象。後來有熱心版主準備圖文的功能教學，這類社群互動改善了原應該由官方提供資料來解決新上任版主管理上的不熟悉問題。
- 會員認證方式過於繁複

由於安全性的考量，永久認證採用人工驗證身分證的方式，以傳真身分證或親自到現場的方式做為身份確認，但也造成了許多會員的垢病，作業緩慢以及資料外洩的疑慮。又因JSP系統在2007年8月改版前，採維護不更新的方式，因此認證系統一直只有E-mail與身分證認證方式兩種。PHP版本改版後，目前提供手機認證、會員推薦認證、E-mail一般認證等不同機制。

#### 產生的後果
雖然當初遊戲基地站方在JSP網頁架構改版後初期宣稱改版陣痛期只有3個月而已，但實際上從開始改版到真正修復所有BUG，並使網站系統進入十分穩定的時間，前後長達6個月～9個月。然而改版的過程並非全都只有負面的批評而已，而是改變以往ASP版本時不盡便利的功能、令人詬病的問題，並在2005年9月JSP版本中期藉由導入快取機制改善了JSP網頁架構的瀏覽效率，一直持續穩定到2007年7月底。
2007年8月全面轉換網頁架構為PHP後，雖然改版仍然有大量的負評，但在幾個月後漸漸獲得改善，可惜已經有許多會員抱持對基地的不信任心態。

## 駭客入侵事件

### 重大入侵
2006年底，遊戲基地被兩名駭客入侵，嫌犯分別為16歲吳姓少年及曾任職「遊戲基地」的外聘站務人員19歲的施姓員工，兩者均為遊戲基地討論版線上遊戲類的板主，雙方均於任職期間輕易取得遊戲基地網站內部管理系統的管理者帳號及密碼，並透過Google搜尋引擎找尋漏洞，在未經授權就擅自修改個人與特定網友經驗值、虛擬幣值，於是遭到解職，並由警方處理後續事宜。
- 其他事件

除上列事件外，2006年之前亦有發生數次駭客入侵事件，較明顯的例子是一部份會員資料庫帳號密碼被盜取，以及不肖會員透過信用卡盜刷購物特區販售遊戲商品，大部分均已經由司法單位處理，盜刷遊戲商品者有司法處置的紀錄。

### 中國大陆駭客DDoS事件
2008年4月28日，臺灣兩大遊戲入口網站，遊戲基地與巴哈姆特，皆於28日中午收到到中國大陆駭客的勒索信，內容要求兩大遊戲入口網站放置他們的魔獸世界自架私服的廣告，下午2點，駭客發動DDoS（分散式阻斷服務）攻擊，利用全世界不同地區的IP連入癱瘓遊戲基地網站、巴哈姆特首頁，駭客亦在攻擊後利用電話告知兩站，要脅若不配合即繼續攻擊。

## 外部連結
- 游戏基地：台湾 （页面存档备份，存于）
- 遊戲基地功能導覽 （页面存档备份，存于）